# Тлальнепантла-де-Бас
Тлальнепантла-де-Бас (исп. Tlalnepantla de Baz) — муниципалитет в Мексике, штат Мехико, с административным центром в городе Тлальнепантла. Численность населения, по данным переписи 2010 года, составила 664225 человек.

## Общие сведения
Название Tlalnepantla с языка науатль можно перевести как центр земли, а Baz — в честь политика и революционера Густаво Баса.
Площадь муниципалитета равна 77 км², что составляет 0,35 % от площади штата. C юга муниципалитет „разрезан“ надвое федеральным округом — Мехико, также он граничит с другими муниципалитета штата Мехико: на севере с Куаутитлан-Искальи и Тультитланом, на востоке с Экатепек-де-Морелосом, на юге с Наукальпан-де-Хуаресом, и на западе с Атисапан-де-Сарагосой.

## Учреждение и состав
Муниципалитет был образован 1825 году, в его состав входит 5 населённых пунктов:
| Код INEGI | Населённый пункт                                                              | Численность населения (2005 год) | Численность населения (2010 год) |
| --------- | ----------------------------------------------------------------------------- | -------------------------------- | -------------------------------- |
| 104       | Всего                                                                         | 683808                           | 664225                           |
| 0001      | Тлальнепантла (исп. Tlalnepantla) (административный центр)                    | 674417                           | 653410                           |
| 0105      | Тепеолулько-Пуэрто-Эскондидо (исп. Tepeolulco Puerto Escondido)               | 9368                             | 10717                            |
| 0240      | Агуита-Сексьон-лас-Маравильяс (исп. Colonia la Agüita Sección las Maravillas) | н/д                              | 50                               |
| 0106      | Эхидо-де-Тенаюка (исп. Ejido de Tenayuca (Cola de Caballo))                   | н/д                              | 43                               |
| 0107      | Эхидо-Сан-Педро-Халосток (исп. Ejido San Pedro Xalostoc (El Cuervo))          | 23                               | 5                                |

## Экономическая деятельность
По статистическим данным 2000 года, работоспособное население занято по секторам экономики в следующих пропорциях: сельское хозяйство, скотоводство и рыбная ловля — 0,2 %, промышленность и строительство — 30 %, сфера обслуживания и туризма — 64,3 %, не специализировано — 5,5%.

## Инфраструктура
По статистическим данным 2010 года, инфраструктура развита следующим образом:
- электрификация: 99,7 %;
- водоснабжение: 98 %;
- водоотведение: 99,2 %.

## Туризм
Основные достопримечательности:
- археологические памятники: Тенайука и Санта-Сесилия-Акатитлан;
- асьенда Санта-Моника;
- несколько музеев.

## Фотографии

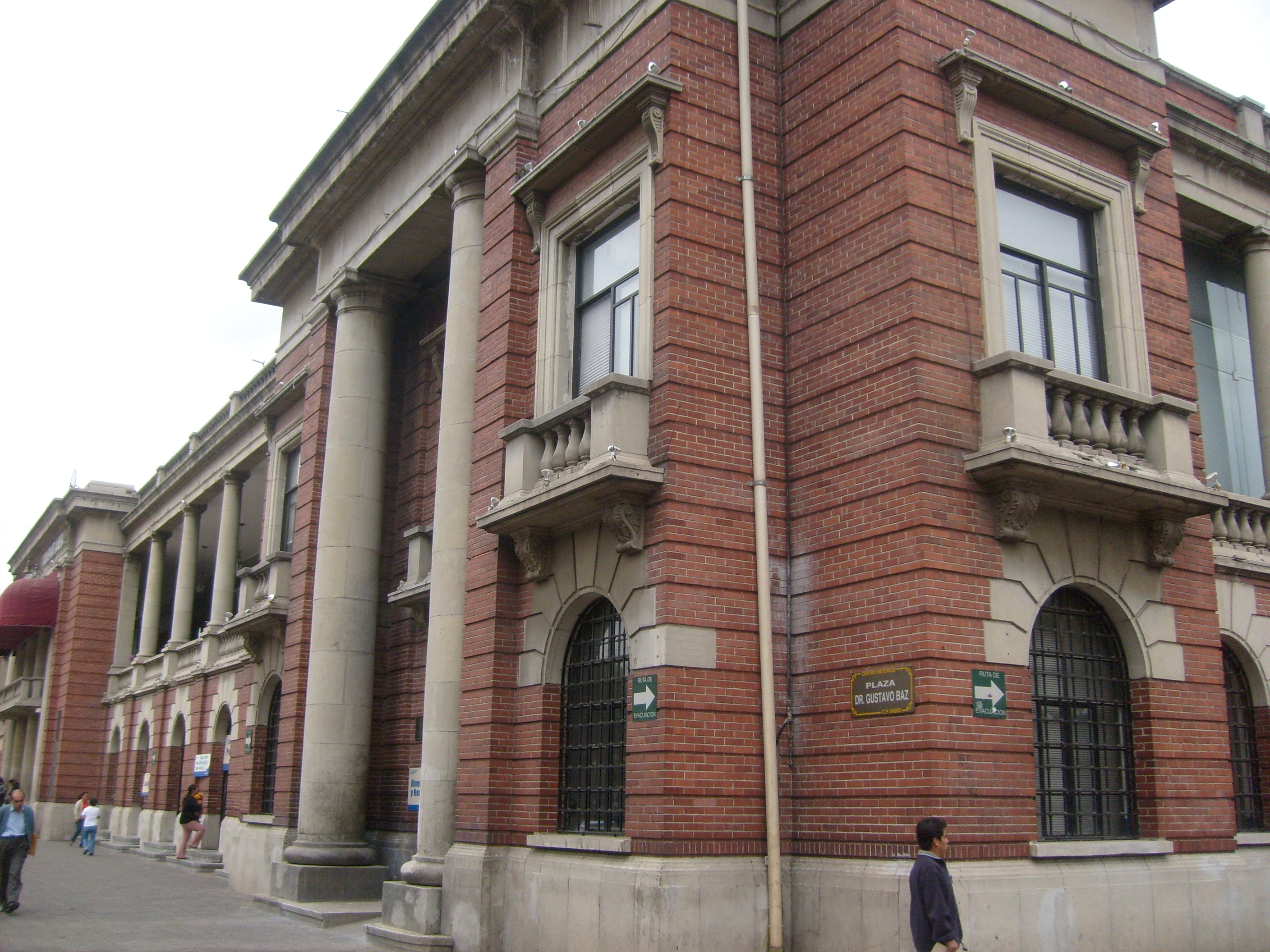
Здание администрации
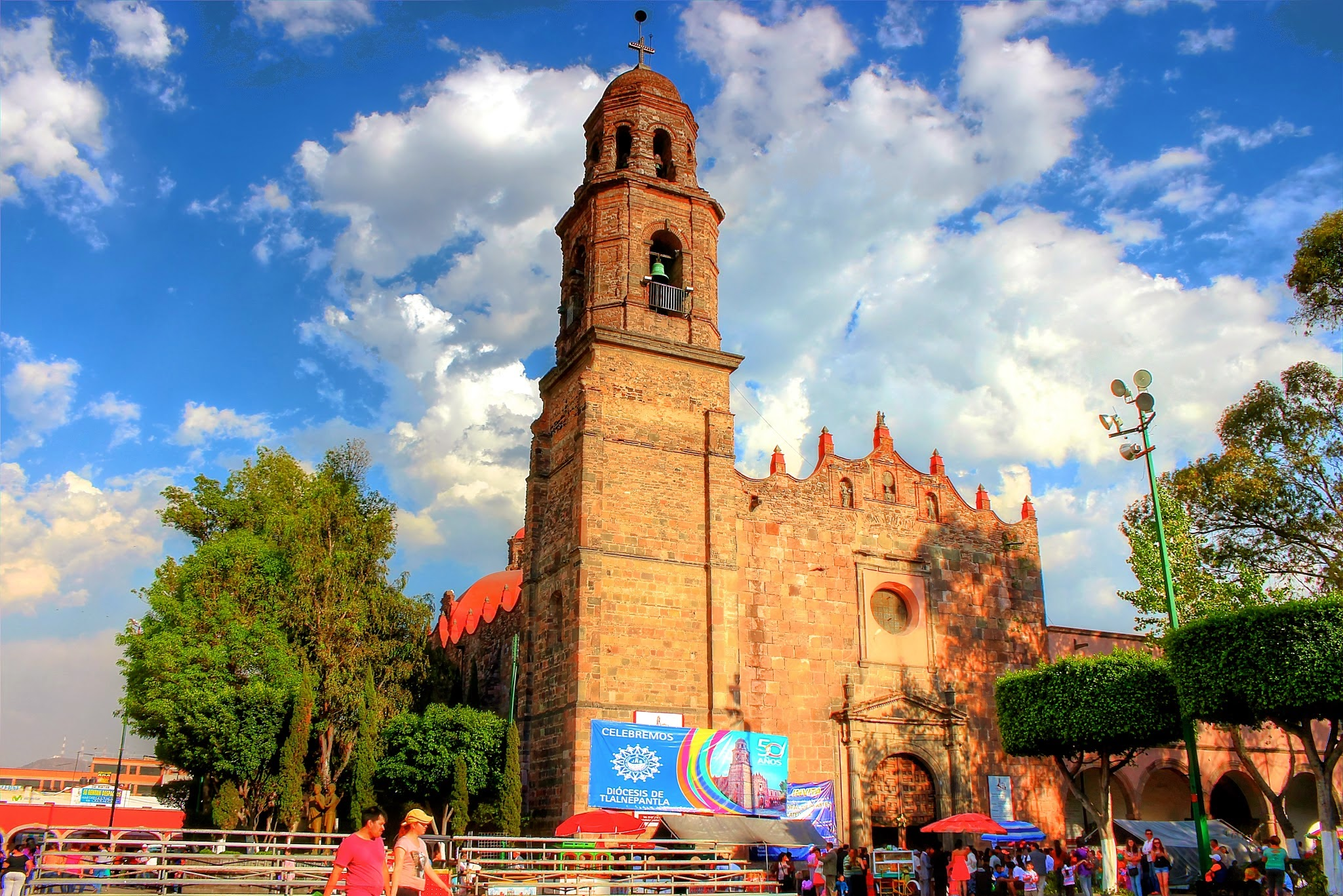
Кафедральный собор в Тлальнепантле
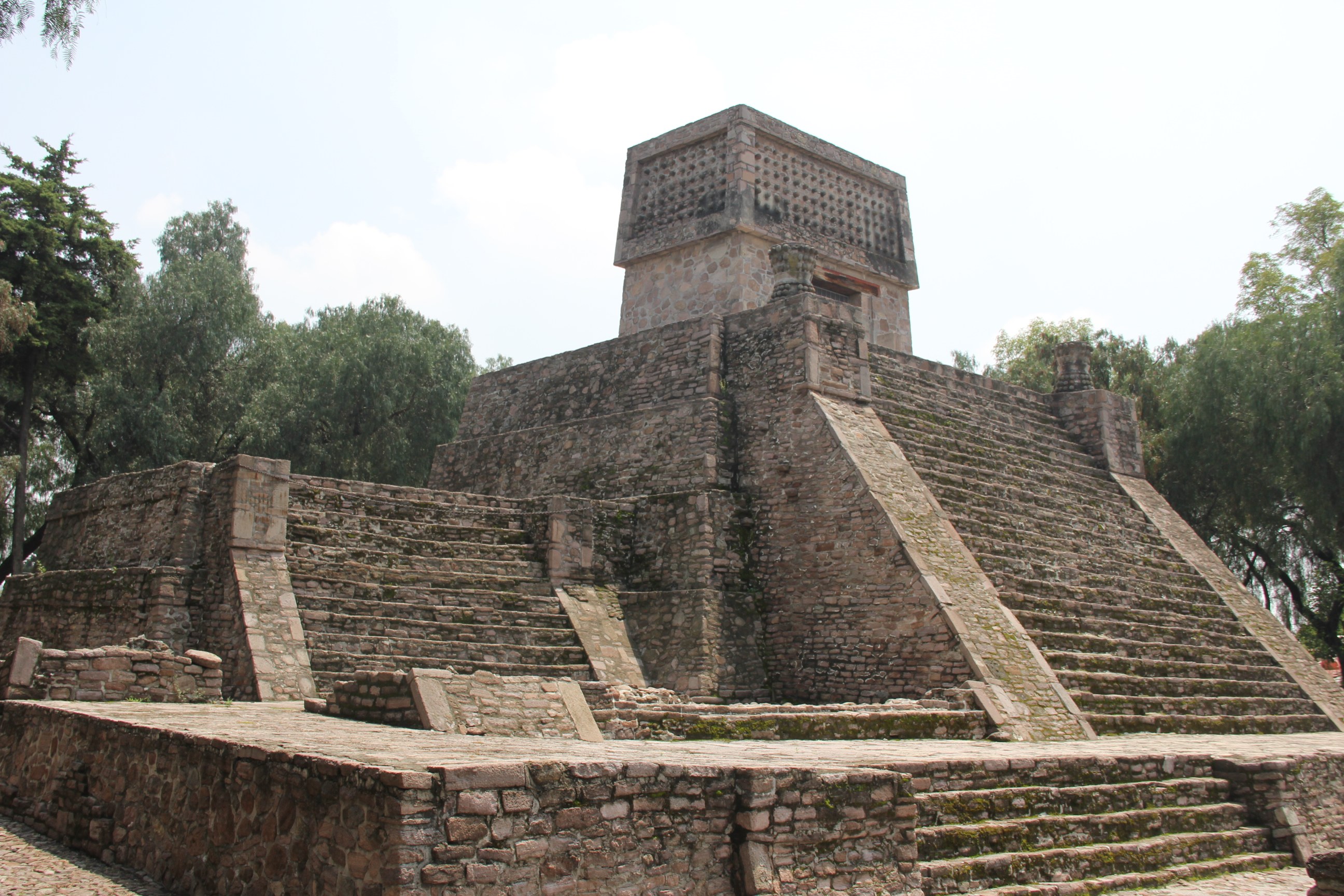
Пирамида в Санта-Сесилия-Акатитлане
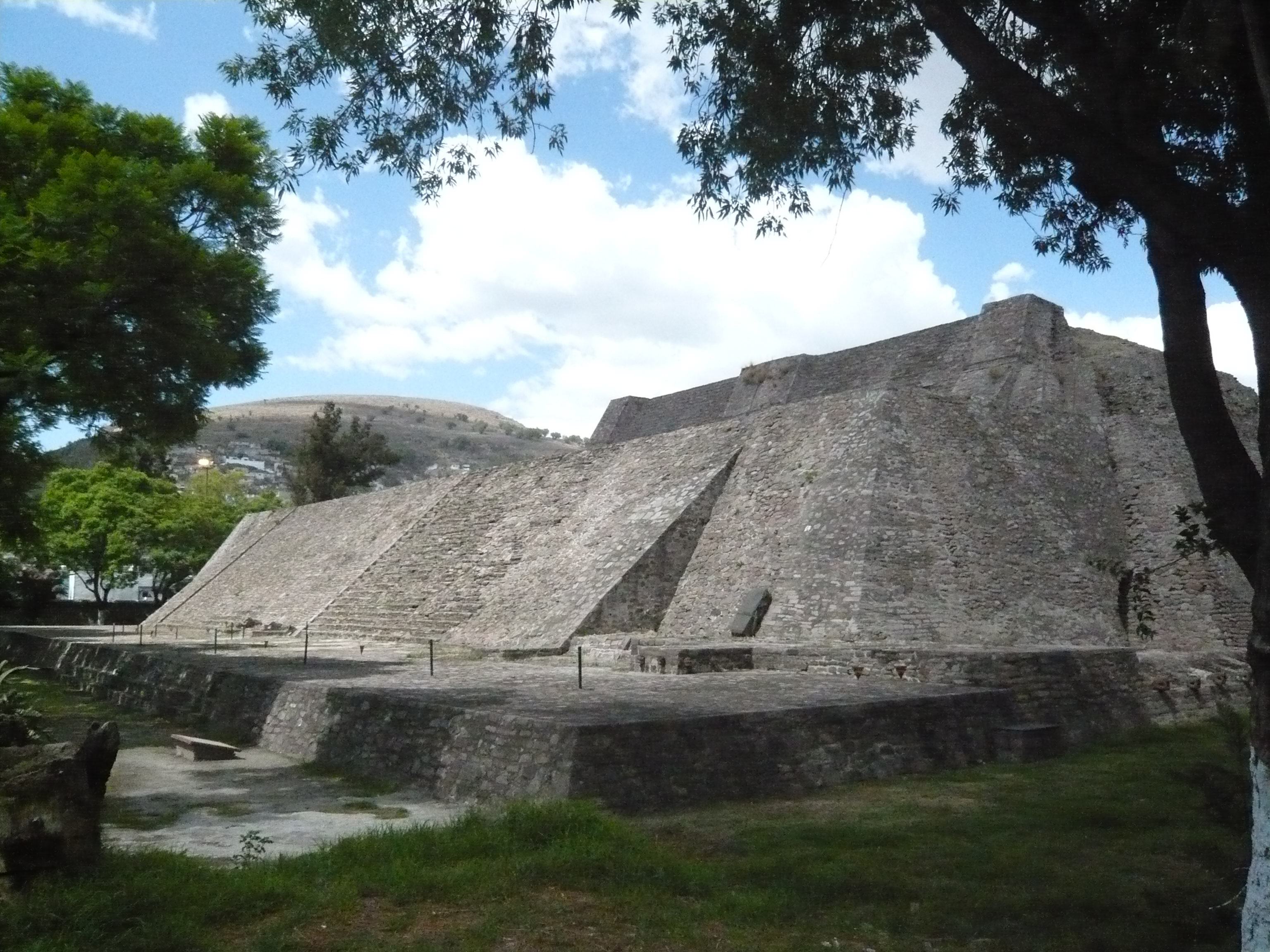
Пирамида в Тенайуке